# غیاث‌الدین نقشبند یزدی
خواجه غیاث‌الدین علی نقشبند یزدی نقاش، طراح پارچه و بافنده مشهور و صاحب سبک عصر صفوی و معاصر با شاه عباس بود که سمت اداره کارگاه سلطنتی را در اصفهان بر عهده داشت. غیاث‌الدین شاعر و سخن‌وری توانا نیز بود که دیوان اشعارش به کوشش حسین مسرت به چاپ رسیده است.

## زندگی
او در اوایل قرن یازدهم قمری در شهر یزد دیده به جهان گشود، در اوایل جوانی به واسطه شهرتی که در هنر بافندگی کسب کرد به دربار شاه عباس راه یافت و اداره کارگاه سلطنتی رابر عهده گرفت، شیوه‌ی طراحی پارچه‌های او از طرح‌های دوره اول دوره صفویان اقتباس شده است و همچنین در تصاویر پارچه‌های بافت او سبک رضا عباسی را می‌توان مشاهده کرد. پس از مدتی از اصفهان به یزد باز می‌گردد. یزد در زمان او و فرزندان و نوادگانش به واسطه هنر بافندگی آنها به مرکز شعربافی ایران بدل می‌شود که محصولات نساجی آن به هند نیز صادر می‌شد.خواجه غیاث‌الدین در اواخر عمر انزوا می‌گزیند و به شاعری و سخن‌وری می‌پردازد.